# خرم‌آباد (ابرکوه)
خرم‌آباد روستایی از توابع بخش بهمن شهرستان ابرکوه در استان یزد ایران است. اکثر مردم روستا کشاورز هستند و بیشتر محصولات گندم و پسته می‌باشد. روستای خرم‌آباد در فاصله ۲۱ کیلومتری شرق ابرکوه قرار دارد.

## جمعیت
این روستا در دهستان اسفندار قرار دارد و براساس سرشماری مرکز آمار ایران در سال ۱۳۸۵، جمعیت آن ۷۵۶ نفر (۲۲۳خانوار) بوده‌است.